# 1977年ニューヨーク大停電
1977年ニューヨーク大停電（英：The New York City blackout of 1977）は、1977年7月13日にアメリカ合衆国のニューヨーク市とその周辺で起こった大停電である。

## 概要
1977年7月13日午後9時34分に発生し、翌日の14日午前7時頃まで続いた。およそ900万人がこの停電による被害を受け、被害総額は後述の騒動も含め、3億ドル（約330億円）とされている。
1965年北アメリカ大停電や2003年北アメリカ大停電のように他地域に影響を及ぼした停電とは異なり、停電地域はニューヨーク市とその周辺地域のみであった。 

## 交通機関への影響
停電の影響で2つの空港が閉鎖、自動車用トンネルも換気が不足してしまい閉鎖されている。
また、地下鉄も暑さの影響で約4000人が避難しなければならなくなった。

## 市民による騒動
夜に起こったためか、パニックに陥る人も少なくなかった。また、暑さに耐えかねた市民が外に繰り出し多くの暴動を行った。窃盗や放火などの犯罪が多発し、襲撃された店舗は1616店、1037件の放火が起こったとされ、逮捕者は3776人にのぼった。
この時、1件の殺人事件が起きているが、犯人が逮捕されずに未解決事件となっている。
さらに、この時期、ニューヨークでは連続殺人事件・サムの息子事件が発生していたため、市民の混乱はより大きなものとなった。

## 原因
直接的な原因は午後8時37分に起こったハドソン川の変電所への落雷である。
しかし、人為的ミスも発生している。この日、送電線施設へ3回の落雷が発生しており、施設職員が送電線にかかる負荷を軽減するためスイッチを操作したが、押す順序を間違えてしまい、システムがシャットダウンしてしまった。